# Darvin Ham
Darvin Ham (Saginaw, Míchigan; 23 de julio de 1973) es un exjugador y entrenador de baloncesto estadounidense que jugó 8 temporadas en la NBA. Con 2,01 metros de estatura, jugaba en la posición de alero y actualmente es entrenador asistente en Milwaukee Bucks.

## Trayectoria deportiva

### Universidad
Ham asistió al Instituto Saginaw y a la Universidad de Texas Tech. Mientras jugaba para Red Raiders, ganó atención a nivel nacional cuando en un partido de la NCAA en 1996 hizo añicos el tablero con un mate. El mate fue portada en Sports Illustrated.
Ham ganó el concurso de mates de la NCAA en 1996, después de que su compañero Lance Hughes lo ganase en 1995.

### Profesional

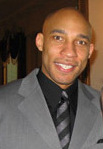
Darwin Ham en 2005.

Ham disputó ocho temporadas en la NBA, compitiendo además en el Concurso de mates de la NBA de 1997. Entremedias, tuvo una breve experiencia en España, concretamente en el CB Granada, donde jugó en 1999. Cabe mencionar que fue miembro de Detroit Pistons en 2004, año en el que consiguieron el título. Sus poderosos mates le hicieron ganarse el apodo de "Dunkin Darvin" y "Ham Slamwich" por parte de George Blaha, el speaker de los Pistons.
El 17 de junio de 2006, pasó a formar parte del Talk N' Text Phone Pals, equipo filipino. Él promedió 16 puntos en los Playoffs PBA Fiesta de 2006. Sin embargo, los Pals perderían en las series ante Air21 Express, 2–3.
En 2006, Ham trabajó como analista para Fox Sports Southwest en la cobertura realizada a Dallas Mavericks durante los playoffs. Anteriormente, fue miembro del equipo de verano de Orlando Magic en la liga de verano Pepsi Pro Summer, en los días 10-14 de julio de 2006.
Después de aparecer en pretemporadas durante el 2006 con New Jersey Nets, tuvo un periodo similar con Dallas Mavericks en 2007, y prescindieron de él el día 24 de octubre de 2007. Entonces fue seleccionado en la tercera posición del draft de la NBA Development League por Albuquerque Thunderbirds. El 4 de abril de 2008, los Thunderbirds traspasaron a Ham a Austin Toros.

### Entrenador
Una vez retirado, en la temporada 2011-12 es fichado como entrenador asistente por Los Angeles Lakers.
En 2013, firma con Atlanta Hawks como técnico asistente.
En 2018 siguió a Mike Budenholzer a Milwaukee, donde permaneció hasta el final de la 2021-22.
En mayo de 2022 se hace oficial su fichaje como técnico principal de Los Angeles Lakers.
El 3 de mayo de 2024 y con un balance de 90-74 en dos temporadas es despedido por los Lakers.
El 10 de junio de 2024, regresa a los Bucks como asistente de Doc Rivers.

## Estadísticas de su carrera en la NBA
|  | Denota temporada en la que fue Campeón de la NBA |

### Temporada regular
| Año     | Equipo     | PJ  | PT | MPP  | %TC   | %3P  | %TL  | RPP | APP | ROB | TPP | PPP |
| ------- | ---------- | --- | -- | ---- | ----- | ---- | ---- | --- | --- | --- | --- | --- |
| 1996–97 | Denver     | 35  | 3  | 8.9  | .525  | .000 | .485 | 1.6 | .4  | .2  | .2  | 2.3 |
| 1996–97 | Indiana    | 1   | 0  | 5.0  | 1.000 | .000 | .500 | .0  | .0  | 1.0 | .0  | 3.0 |
| 1997–98 | Washington | 71  | 3  | 8.9  | .529  | .000 | .473 | 1.8 | .2  | .3  | .4  | 2.0 |
| 1999–00 | Milwaukee  | 35  | 21 | 22.6 | .555  | .000 | .449 | 4.9 | 1.2 | .8  | .8  | 5.1 |
| 2000–01 | Milwaukee  | 29  | 13 | 18.6 | .488  | .667 | .592 | 4.2 | .9  | .6  | .7  | 3.8 |
| 2001–02 | Milwaukee  | 70  | 2  | 17.3 | .569  | .143 | .504 | 2.9 | 1.0 | .4  | .5  | 4.3 |
| 2002–03 | Atlanta    | 75  | 1  | 12.3 | .447  | .000 | .481 | 2.0 | .5  | .2  | .3  | 2.4 |
| 2003–04 | Detroit    | 54  | 2  | 9.0  | .493  | .500 | .600 | 1.7 | .3  | .2  | .1  | 1.8 |
| 2004–05 | Detroit    | 47  | 0  | 5.9  | .459  | .000 | .387 | .7  | .1  | .1  | .1  | 1.0 |
| Total   | Total      | 417 | 45 | 12.4 | .518  | .250 | .494 | 2.3 | .5  | .3  | .4  | 2.7 |

### Playoffs
| Año   | Equipo    | PJ | PT | MPP  | %TC  | %3P  | %TL   | RPP | APP | ROB | TPP | PPP |
| ----- | --------- | -- | -- | ---- | ---- | ---- | ----- | --- | --- | --- | --- | --- |
| 2000  | Milwaukee | 5  | 5  | 28.8 | .647 | .000 | .333  | 5.8 | 1.4 | .2  | 1.6 | 5.0 |
| 2001  | Milwaukee | 14 | 6  | 9.4  | .600 | .000 | .550  | 1.4 | .4  | .3  | .5  | 2.1 |
| 2004  | Detroit   | 22 | 0  | 4.9  | .500 | .000 | .000  | .6  | .0  | .1  | .2  | .7  |
| 2005  | Detroit   | 14 | 0  | 1.7  | .333 | .000 | 1.000 | .2  | .0  | .0  | .0  | .3  |
| Total | Total     | 55 | 11 | 7.4  | .569 | .000 | .516  | 1.2 | .2  | .1  | .3  | 1.3 |

## Estadísticas como entrenador
| Equipo      | Temp.   | P   | V  | D  | %V-D | Finalizó       | PP | VP | DP | %V-DP | Resultado                        |
| ----------- | ------- | --- | -- | -- | ---- | -------------- | -- | -- | -- | ----- | -------------------------------- |
| L.A. Lakers | 2022-23 | 82  | 43 | 39 | .524 | 5.º en Pacific | 16 | 8  | 8  | .500  | Pierde en Finales de Conferencia |
| L.A. Lakers | 2023-24 | 82  | 47 | 35 | .573 | 3.º en Pacific | 5  | 1  | 4  | .200  | Pierde en Primera ronda          |
| Total       | Total   | 164 | 90 | 74 | .549 |                | 21 | 9  | 12 | .429  |                                  |

## Vida personal
Ham es el hijo de Wilmer Jones-Ham, que fue alcalde de Saginaw desde 2001 a 2005.
Darvin se casó con Deneitra Ham, y ambos habían ido a Texas Tech. Su hijo, Darvin Ham Jr., jugó al baloncesto universitario en Northwood, y luego se convirtió en asistente técnico para la Saginaw Valley State University.